# Svedjeholmen (vid Pirlax, Borgå)
För andra betydelser, se Svedjeholmen (olika betydelser).
Svedjeholmen är en ö i Finland. Den ligger i Finska viken och i kommunen Borgå i landskapet Nyland, i den södra delen av landet. Ön ligger omkring 55 kilometer öster om Helsingfors.
Öns area är 17,3 hektar och dess största längd är 0,7 kilometer i sydväst-nordöstlig riktning.